# Chiesa di Santa Maria Maddalena de' Pazzi (Montemurlo)
La chiesa di Santa Maria Maddalena de' Pazzi è un edificio sacro di Montemurlo situato lungo la via di Galceti in zona Bagnolo.

## Storia e descrizione
Nata come oratorio della vicina villa di Galceto, deve la sua origine a un oratorio dedicato prima a san Giustino e poi a sant'Isidoro, documentato dal 1638.
L'aspetto attuale risale però a lavori condotti nella seconda metà dell'Ottocento, quando nella villa abitarono importanti personalità russe.
Oggi chiesa parrocchiale, è caratterizzato da una facciata dotata di pronao in muratura, arricchito da una serliana con membrature in pietra artificiale, pilastri tuscanici e un timpano triangolare.
All'interno, dall'aspetto neoclassico, si nota un arcone ellittico del presbiterio su robuste colonne ioniche; sopra di esso sono dipinti degli angeli del pittore Giovanni Cirri (1908-1959) risalenti agli anni trenta del Novecento. 
Sul presbiterio una cupoletta cieca è decorata da un'Assunzione della Vergine del pistoiese Pietro Ulivi, che aveva anche dipinto gli Evangelisti nei pennacchi, oggi perduti e sostituiti da angeli, sempre degli anni trenta.
In controfacciata un'acquasantiera neoclassica in marmo a forma di conchiglia. La tela con Santa Maria Maddalena è opera della fine del XX secolo di Simona Bruni.
Vi fu sepolto il politico e generale dell'Impero russo Arsenij Andreevič Zakrevskij nel 1865. 

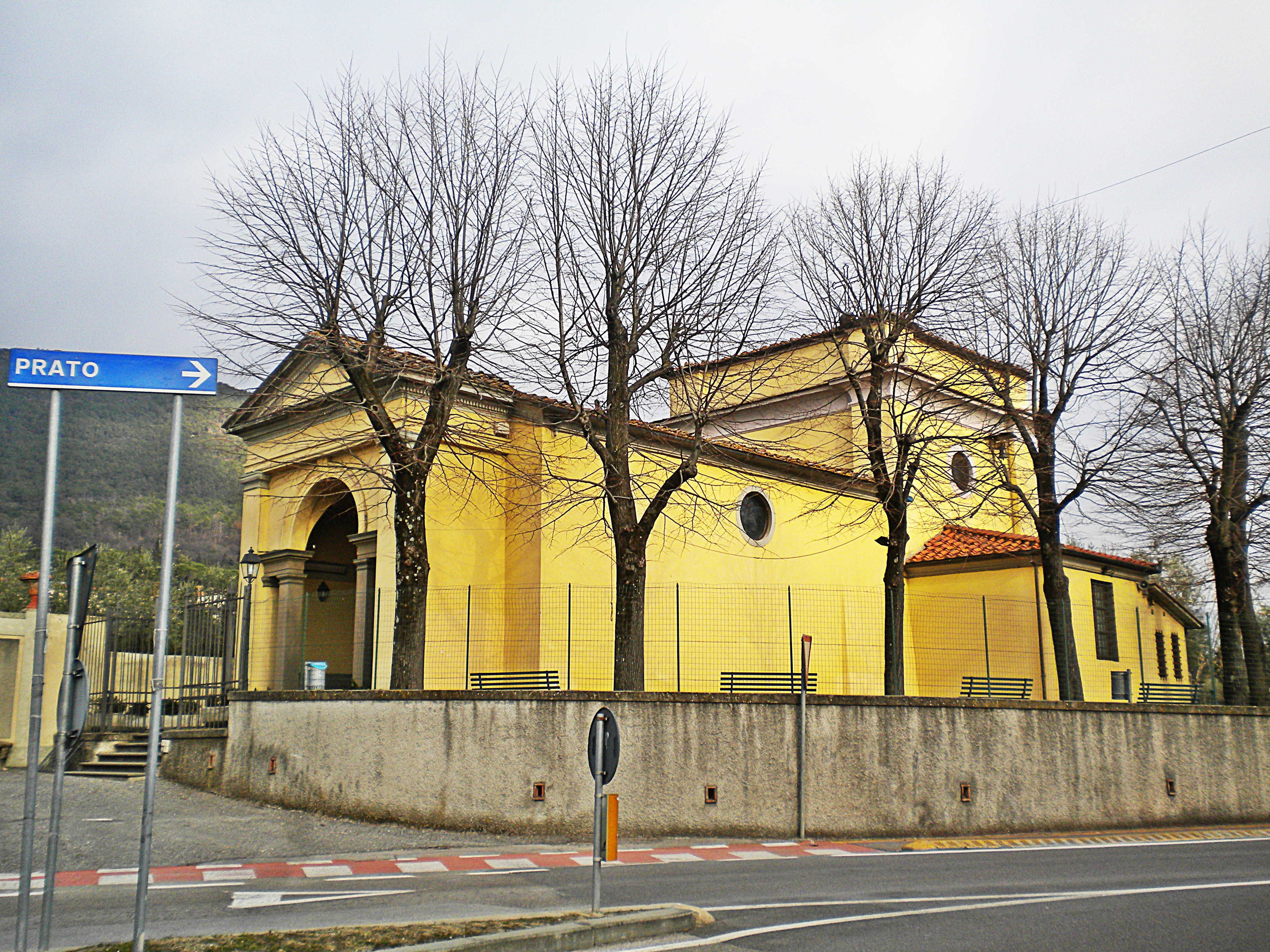
Veduta
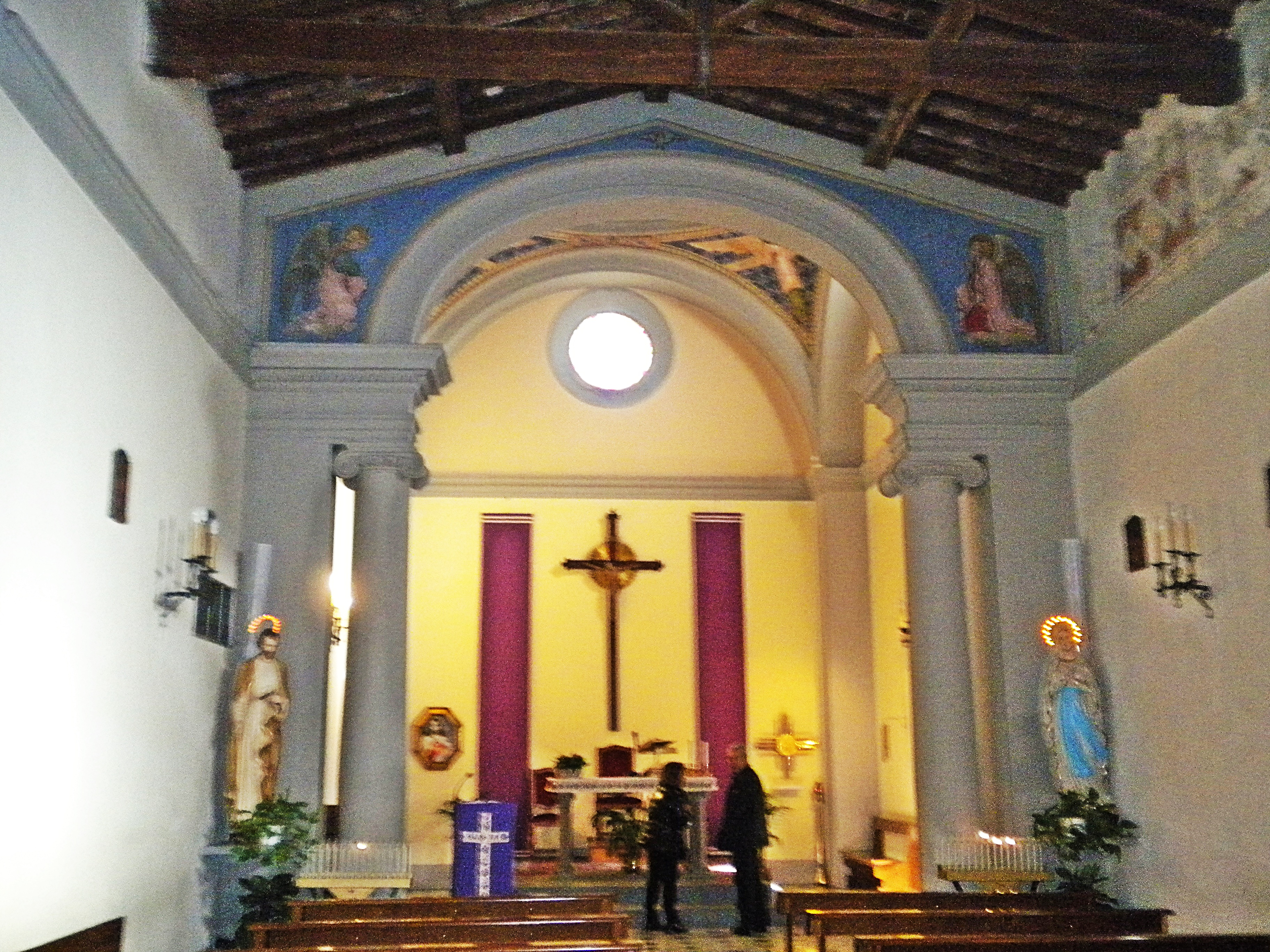
Interno
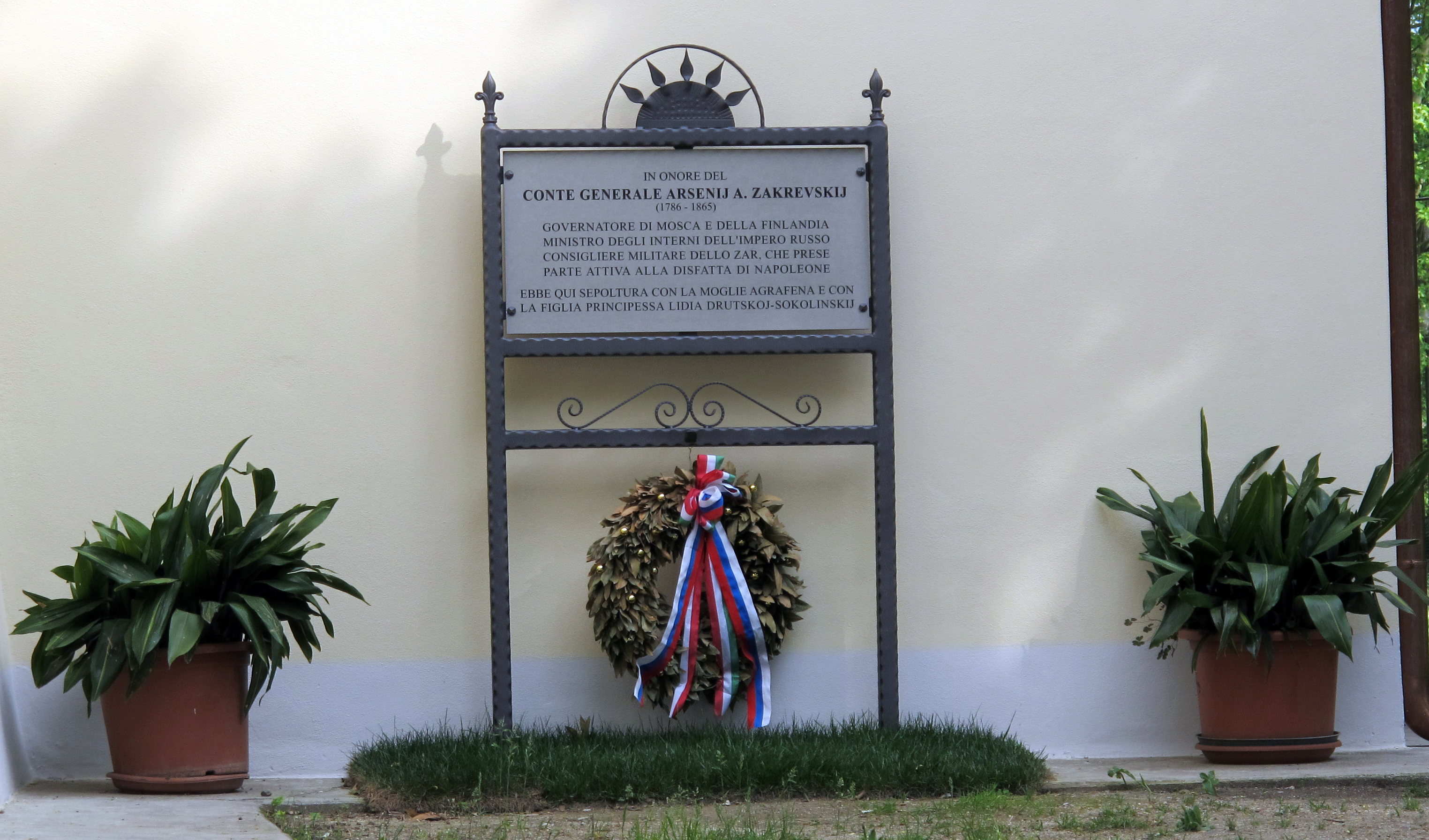
La tomba del generale Zakrevskij